# Пинджурова къща
Пинджурова къща (на македонска литературна норма: Пинџурова куќа) е къща в тиквешкото село Ваташа, Република Македония. Сградата е обявена за значимо културно наследство на Република Македония. Роден дом на бащата на комунистическия партизанин Страшо Пинджур, сградата е превърната в негова къща музей (Спомен куќа на Страшо Пинџур).

## Описание
Къщата роден дом на революционерът от ВМОРО Димитър Пинджуров. Превърната е в музей в 1958 година. В 1976 година е цялостно реновирана по повод 7 септември, деня на т.нар. освобождаване на Кавадарци. В 2014 година по инициатива на Музея-галерия в Кавадарци и с пари на Министерството на културата и община Кавадарци и по проект на архитект Гордана Белевска-Мустафа на къщата е извършен основен ремонт, за да се запази автентичният ѝ изглед.